# John Jacob Astor (rackets speler)
John Jacob Astor, 1st Baron Astor of Hever (New York, 20 mei 1886 - Cannes, 19 juli 1971) was een sporter uit Verenigd Koninkrijk.
Astor nam tijdens de Olympische Zomerspelen 1908 in eigen land deel aan Rackets een indoor racketsport.
Astor won in het dubbelspel samen met Vane Pennell de gouden medaille, in het enkelspel verloor Astor in de Halve finale en moest derhalve genoegen nemen met de bronzen medaille.
Van 1922 tot en met 1945 was Astor lid van het Lagerhuis voor de Conservatives en namen het kiesdistrict Dover.
In 1956 werd Astor benoemd tot Baron Astor of Hever.

## Erelijst
- 1908 –  Olympische Spelen in Londen Rackets dubbelspel
- 1908 –  Olympische Spelen in Londen Rackets enkelspel

- Bibliothèque nationale de France: cb17132914k (data)
- Gemeinsame Normdatei: 143295365
- International Standard Name Identifier: 0000 0001 1056 5978
- Library of Congress Control Number: n97056263
- SNAC: w6ff7mdt
- Virtual International Authority File: 2434149296231280670001